# Une inquiétante baby-sitter

Une inquiétante baby-sitter (Nanny Cam) est un téléfilm américain coproduit et réalisé par Nancy Leopardi, diffusé en 2014.
Le film suit Linda et Mark qui sortent dîner en tête à tête. Leur fille Chloé est victime d'un accident domestique. Sa nounou âgée souffre de sénilité. Linda et Mark sont contraints de trouver rapidement une nouvelle nounou car Linda travaille dans une agence de publicité et que Mark rénove une maison qu'il compte vendre. Mark rencontre alors Heather, une jeune lycéenne qui semble parfaite. Leur fille s'attache également très vite à cette jeune nounou. Linda inquiète à la suite de l'accident domestique avec l'autre nounou a du mal à lui faire confiance et la trouve étrange, elle décide donc de l'espionner grâce à des caméras dissimulées partout dans leur maison. 

## Synopsis
Linda et Mark sont sortis diner et laissent leur fille Chloé à sa nounou. Cette dernière semble avoir du mal à répondre aux questions qu'on lui pose et est déconcentrée. 
Alors qu'elle est en train de préparer des pâtes, elle souffre d'un oubli de mémoire, et Chloé venue l'aider à préparer et la cuisine est brûlée. 
Linda et Mark, semblant peu bavards au restaurant et sous tension vis-à-vis du travail de Linda, reçoivent un coup de fil les alertant des accidents. 
Linda prend alors la décision de renvoyer la nourrice souffrant de sénilité. 
Bien que Mark préfère que Linda s'occupe de leur fille, cette dernière lui dit que ce n'est pas réaliste : il ne gagne pas d'argent, rénovant une maison qu'il compte vendre et elle est le seul revenu de la famille. Elle aime son métier et est en train de percer dedans. Linda exprime toutefois des craintes vis à vis d'une nouvelle baby-sitter et songe à prendre une personne plus jeune.
Quelque temps plus tard, Linda qui est toujours anxieuse à l'idée trouver "la bonne baby-sitter" se voit obtenir la campagne publicitaire d'une marque de spaghetti. Son assistante la félicite. Elle lui montre également une caméra qu'elle laisse chez elle pour surveiller ses chiens en son absence, lui conseillant d'en mettre une pour surveiller la future baby-sitter. 
Pendant ce temps, Chloé est gardée par son père qui rénove la maison. Elle s'ennuie et ne sait pas quoi faire. Bien qu'il lui a dit de rester assise sur les marches des escaliers du jardin de devant, l'enfant s'ennuie et joue avec un pistolet à clou. Fort heureusement, une jeune fille l'empêche de presser sur la détente. 
Chloé présente sa nouvelle amie "Heather" à son père qui voit en elle la nounou idéale. 
Présentée à Linda, Heather répond à toutes les questions. Elle a 18 ans, elle va au lycée du coin et elle a de nombreuses références que Linda vérifiera. 
Mais Linda n'est pas prête à confier sa fille et a de nombreuses suspicions. Sous l'insistance de son mari et de sa fille, elle finit pourtant par l'embaucher et installe une caméra de surveillance. 
Linda se montre jalouse et suspicieuse, au point que son mari finisse par lui reprocher de s'en prendre à elle parce qu'Heather est une meilleure mère. Il lui renvoie à son passé, où elle a avorté d'un enfant et au fait que Chloé n'était pas un enfant programmé. 
Plus le temps passe et plus le comportement d'Heather devient trouble. Elle effraye et menace l'ancienne nourrice, au point que cette dernière finit par se suicider. Elle séduit le mari de Linda. Elle installe des caméras pour les observer. Elle fait arrêter Linda pour que cette dernière n'assiste pas à la représentation de sa fille. 
Linda enquête et découvre que Heather a été abusée par son père sans que sa mère ne fasse rien. Cette dernière supplie Linda de ne pas dire à son père où se trouve Heather. 
Le jour-même, Heather franchit le point de non-retour en droguant Mark et abusant de lui. Elle introduit le film des ébats dans la publicité de Linda pour la faire renvoyer. 
Renvoyée, Heather kidnappe Chloé. Les policiers informent alors Linda et Mark que Heather est une enfant adoptée. 
Linda fait alors le lien avec l'enfant qu'elle a abandonné devant l'hôpital (elle n'avait pas avorté). Elle se rend à la maison en construction, retrouve Heather et l'informe qu'elle se trompe et qu'elle n'est pas sa fille. Car sa propre fille est décédée d'un accident de voiture avec sa mère adoptive il y a des années (elle avait retrouvé cette dernière).
Heather ne la croit pas et attaque Linda, puis Mark qui les a rejoints. Finalement, Linda prend le dessus. 
Des mois plus tard, Mark, Linda et Chloé vivent heureux dans leur appartement. 
Quant à Heather, elle est mère d'un enfant "Mark".

## Fiche technique
- Titre original : Nanny Cam
- Titre original alternatif : Sitter Cam
- Titre français et québécois : Une inquiétante baby-sitter
- Réalisation : Nancy Leopardi
- Scénario : Brian McAuley
- Direction artistique : Jessica Mahnke
- Décors : Sarah Taub
- Costumes : Martha Gretsch
- Photographie : Andrew Russo
- Montage : Rowan Glenn
- Musique : Roy Mayorga
- Production : Ross Kohn et Nancy Leopardi
- Société de production : Indy Entertainment
- Société de distribution : Lifetime
- Pays d’origine :  États-Unis
- Langue originale : anglais
- Genre : thriller
- Durée : 100 minutes
- Dates de diffusion :
  - États-Unis 28 décembre 2014 sur Lifetime[1]
  - France : 2 février 2015 sur TF1

## Distribution
- Laura Allen : Linda Kessler
- India Eisley (VF : Camille Donda) : Heather
- Cam Gigandet : Mark Kessler
- Farrah Mackenzie : Chloe Kessler
- Renée Felice Smith : Jess
- Richard Portnow : Détective Jones
- Andrew Fiscella : M. Reynolds
- Kate Fuglei : Gale Lambert
- Hamilton Mitchell (es) : Jake Lambert

## Accueil
Le téléfilm a été vu par 1,189 million de téléspectateurs lors de sa première diffusion aux États-Unis.